# Instituto para la Diversificación y Ahorro de la Energía
El Instituto para la Diversificación y Ahorro de la Energía (IDAE) de España es una entidad pública empresarial, adscrita al Ministerio para la Transición Ecológica a través de la Secretaría de Estado de Energía, que actúa como una herramienta del Gobierno de la Nación para contribuir a la consecución de los objetivos que tiene adquiridos España en materia de mejora de la eficiencia energética, energías renovables y otras tecnologías bajas en carbono.
En este sentido, el IDAE lleva a cabo acciones de difusión y formación, asesoramiento técnico, desarrollo de programas específicos y financiación de proyectos de innovación tecnológica y carácter replicable. Asimismo, el Instituto lidera una intensa actividad internacional en el marco de distintos programas europeos y cooperación con terceros países.
Fundado a finales de 1974 bajo el nombre de Centro de Estudios de la Energía (CEE), se creó debido a los diversos cambio del sector eléctrico, que hasta entonces se había caracterizado por una estabilidad en los precios y su disponibilidad ilimitada. Siendo cada vez más inestable el mercado y con una demanda en aumento a la par que era más difícil conseguir una disponibilidad adecuada, el Gobierno en la Ley de Presupuestos para el año 1974 destinó una partida para crear un Servicio de Regulación y Explotación del Sistema Eléctrico, que adoptó la forma del CEE. En 1984, se reestructura adoptando su denominación actual.
Para el año 2021, el Instituto tiene un presupuesto de 422 millones de euros y, además, gestiona 5.300 millones más provenientes de los fondos europeos para paliar los efectos de la pandemia.

## Organigrama
Organigrama del IDAE:
| Cargo                                               | Titular                       | Nombramiento            | Ref.  |
| --------------------------------------------------- | ----------------------------- | ----------------------- | ----- |
| Presidente                                          | Joan Groizard Payeras         | 28 de noviembre de 2024 | [ 8 ] |
| Director general                                    | Miguel Rodrigo Gonzalo        | 28 de noviembre de 2024 | [ 8 ] |
| Secretaria general                                  | María Francisca Rivero García | -                       |       |
| Directora Económico Administrativa                  | Beatriz Carnicer              | -                       |       |
| Director de Ahorro y Eficiencia Energética          | Pedro A. Prieto González      | -                       |       |
| Director de Energías Renovables y Mercado Eléctrico | ***                           | -                       |       |